# Ховард, Брайс Даллас
Брайс Да́ллас Хо́вард (англ. Bryce Dallas Howard; род. 2 марта 1981, Лос-Анджелес, Калифорния, США) — американская актриса и режиссёр.

## Ранние годы
Родилась в Лос-Анджелесе, штат Калифорния, в семье голливудского актёра и режиссёра Рона Ховарда и писательницы Шерил Элли. Её дед — актёр Рэнс Ховард, дядя — актёр Клинт Ховард, а её крёстный отец — актёр Генри Уинклер, который сыграл одну из главных ролей в сериале «Счастливые дни» вместе с её отцом. Своё второе имя получила в честь города, в котором была зачата. Ховард, её младшие сёстры-близняшки Джослин и Пейдж, а также младший брат Рид воспитывались вне мира шоу-бизнеса. Родители не допускали их к телевидению. Однако все четыре ребёнка Ховарда были задействованы как статисты в некоторых из фильмов отца, например в «Эд из телевизора».
Ховард росла в Гринвиче (штат Коннектикут), где она в 1996 году окончила школу Greenwich Country Day School. В девятом классе она выступала в роли мисс Аделаиды в мюзикле «Парни и Куклы», и в варьете с собственной уникальной версией Лейбера и Столлера «Я — Женщина». Затем она посещала Byram Hills High School в Армонке, Нью-Йорк, где выступала в нескольких шоу на сцене этой школы, которую окончила в 1999 году. Ховард также посещала Stagedoor Manor, лагерь исполнительных видов искусства с одной из своих близких подруг, актрисой Натали Портман. Училась она под именем Брайс Даллас, чтобы её не воспринимали, как дочь известного актёра.
После окончания высшей школы Ховард три года училась в Tisch School of the Arts Университета Нью-Йорка, в течение которых она также посещала Консерваторию Стеллы Адлер. Во время обучения Брайс приняла участие в записи бродвейского мюзикла «Повесть о двух городах». В 2003 году она получила степень бакалавра изобразительных искусств в области драмы. В то время она играла на Бродвее в классических пьесах Бернарда Шоу, Уильяма Шекспира и Антона Чехова. Ховард — также выпускница Steppenwolf Theatre Company в Чикаго и The Actors Center в Нью-Йорке.

## Карьера
Ховард появлялась несколько раз как статист в отцовских фильмах до своего дебюта в главной роли в 2004 году в драме Алана Брауна «Анатомия страсти». Она также выступала в многочисленных постановках на нью-йоркской сцене, но её первая важная роль пришлась на фильм М. Найта Шьямалана «Таинственный лес», на которую её утвердили без прослушивания после того, как Шьямалан увидел её в бродвейском шоу. После этого Ларс фон Триер взял её вместо Николь Кидман на роль Грейс в фильме «Мандерлей» (2005). В 2006 году вышла новая совместная работа Ховард и Шьямалана — фильм «Девушка из воды», где Брайс сыграла роль Стори, водяной нимфы.
В 2007 году она появилась в фильме «Человек-паук 3: Враг в отражении», третьем фильме о Человеке-пауке, с Тоби Магуайром и Кирстен Данст в главных ролях, в которой она сыграла роль новой девушки Питера Паркера, Гвен Стейси. Рыжеволосая Ховард для этой роли перекрасилась в блондинку (в то время как натуральная блондинка Данст покрасила волосы в рыжий цвет для роли Мэри Джейн Уотсон). Ховард получила эту роль в соперничестве с Элишей Катберт и Сиенной Миллер.
В 2008 году Ховард снялась в фильме в «Пропажа алмаза «Слеза»», получив роль вместо Линдси Лохан. В 2009 году она снялась в боевике «Терминатор: Да придёт спаситель», исполнив роль жены Джона Коннора, Кейт. А в 2010 году она снялась в фильме «Сумерки. Сага. Затмение».
Принимала участие в создание сериала «Мандалорец», в частности срежиссировала 4, 11 и 22 главу (серию) сериала. К 4 серии относится мем «Baby Yoda Radio», а создатель сериала Джон Фавро отметил, что привлек её к режиссированию этого эпизода как самую неопытную: "Мы должны выбрать человека, который никогда раньше этим не занимался, потому что они не будут знать, как это тяжело,
о чем мы их просили, о лесе, воде и стрельбе на больших мехах. Во втором сезоне «Мандалорца», вышедшем в конце 2020 года, Ховард сняла 11-й эпизод «Наследница», который был тепло принят зрителями и критикой. Отец Брайс Даллас Рон Ховард был режиссёром фильма 2018 года «Хан Соло. Звёздные войны: Истории».
В сентябре 2021 года стало известно, что Брайс Ховард выступит режиссёром и продюсером ремейка фильма «Полёт навигатора».

## Личная жизнь
Во время обучения в Нью-Йоркском университете Ховард встретила актёра Сета Гейбла. Они встречались в течение пяти лет, прежде чем поженились 17 июня 2006 года. Ховард и Гейбл планировали завести детей после 30 лет, однако спустя семь дней после свадьбы, Ховард узнала, что беременна первенцем. Их сын, Теодор Норман Ховард-Гейбл, родился 16 февраля 2007 года. Ховард открыто рассказывала, что после рождения сына переживала послеродовую депрессию, которая длилась около 18 месяцев. 19 января 2012 года у пары родился второй ребёнок, дочь Беатрис Джин Ховард-Гейбл.

## Фильмография
| Год  |     | Русское название                           | Оригинальное название                     | Роль                      |
| ---- | --- | ------------------------------------------ | ----------------------------------------- | ------------------------- |
| 1989 | ф   | Родители                                   | Parenthood                                | рыжая девочка             |
| 1995 | ф   | Аполлон-13                                 | Apollo 13                                 | девочка в жёлтом платье   |
| 2000 | ф   | Гринч — похититель Рождества               | How the Grinch Stole Christmas            | Удивлённая Ху             |
| 2001 | ф   | Игры разума                                | A Beautiful Mind                          | студентка в Гарварде      |
| 2004 | ф   | Анатомия страсти                           | Book of Love                              | Хизер                     |
| 2004 | ф   | Таинственный лес                           | The Village                               | Айви Уокер                |
| 2005 | ф   | Мандерлей                                  | Manderlay                                 | Грейс Маргарет Маллиган   |
| 2006 | ф   | Девушка из воды                            | Lady in the Water                         | Стори                     |
| 2006 | ф   | Как вам это понравится                     | As You Like It                            | Розалинда                 |
| 2007 | ф   | Человек-паук 3: Враг в отражении           | Spider-Man 3                              | Гвен Стейси               |
| 2008 | ф   | Красавчик                                  | Good Dick                                 | целующаяся женщина        |
| 2008 | ф   | Пропажа алмаза «Слеза»                     | The Loss of a Teardrop Diamond            | Фишер Уиллоу              |
| 2009 | мс  | Гриффины                                   | Family Guy                                | в роли самой себя         |
| 2009 | ф   | Терминатор: Да придёт спаситель            | Terminator Salvation                      | Кейт Коннор               |
| 2010 | кор | Отчаяние                                   | Despair                                   | женщина                   |
| 2010 | ф   | Сумерки. Сага. Затмение                    | The Twilight Saga: Eclipse                | Виктория                  |
| 2010 | ф   | Потустороннее                              | Hereafter                                 | Мелани                    |
| 2011 | ф   | Прислуга                                   | The Help                                  | Хилли Холбрук             |
| 2011 | ф   | Жизнь прекрасна                            | 50/50                                     | Рейчел                    |
| 2012 | ф   | Сумерки. Сага: Рассвет — Часть 2           | The Twilight Saga: Breaking Dawn — Part 2 | Виктория                  |
| 2014 | кор | —                                          | The Hug                                   | Сюзанна                   |
| 2014 | с   | «Жми на запись» на ТВ                      | HitRECord on TV                           | Сэм / Анна Абрахам        |
| 2015 | кор | —                                          | Solemates                                 | женщина                   |
| 2015 | кор | —                                          | Pant Suits                                | Карен Петраске            |
| 2015 | ф   | Мир юрского периода                        | Jurassic World                            | Клэр Диринг               |
| 2015 | ки  | —                                          | Lego Jurassic World                       | Клэр Диринг               |
| 2015 | ки  | —                                          | Lego Dimensions                           | Клэр Диринг               |
| 2016 | ф   | Пит и его дракон                           | Pete’s Dragon                             | Грейс Мичам               |
| 2016 | с   | Lego Мир Юрского периода: Побег Индоминуса | Lego Jurassic World: The Indominus Escape | Клэр Диринг               |
| 2016 | с   | Чёрное зеркало                             | Black Mirror                              | Лейси Паунд               |
| 2016 | ф   | Золото                                     | Gold                                      | Кей                       |
| 2018 | ф   | Мир юрского периода 2                      | Jurassic World: Fallen Kingdom            | Клэр Диринг               |
| 2018 | с   | Замедленное развитие                       | Arrested Development                      | в роли самой себя         |
| 2018 | ки  | —                                          | Jurassic World Evolution                  | Клэр Диринг               |
| 2019 | ф   | Путь домой                                 | A Dog's Way Home                          | Белла                     |
| 2019 | ф   | Рокетмен                                   | Rocketman                                 | Шейла Дуайт               |
| 2021 | ки  | —                                          | Maquette                                  | Кензи                     |
| 2021 | ки  | —                                          | Jurassic World Evolution 2                | Клэр Диринг               |
| 2022 | ф   | Мир юрского периода: Господство            | Jurassic World: Dominion                  | Клэр Диринг               |
| 2024 | ф   | Аргайл: Супершпион                         | Argylle                                   | Элли Конвей / Рэйчел Кайл |
| 2025 | ф   | Под прикрытием                             | Deep Cover                                | Кэт                       |